# Леннард, Анна
Анна Леннард, графиня Сассекская (англ. Anne Lennard, Countess of Sussex; 25 февраля 1661, Вестминстер — 16 мая 1721) —  незаконнорожденная дочь короля Карла II от его любовницы Барбары Вильерс.

## Биография
Старшая незаконнорожденная дочь короля Карла II от его любовницы Барбары Вильерс, но в первые годы своей жизни не была признана королём в качестве дочери, поскольку её отцом считали супруга Барбары Роджера Палмера.
В 1672 году в возрасте 11 лет она была признана королём в качестве дочери и ей была присвоена фамилия Фицрой (Fitzroy), что означало «дитя короля». 11 августа 1674 года в возрасте 13 лет была выдана замуж за сэра Томаса Леннарда (1654—1715), который в честь свадьбы получил титул граф Сассекс и ежегодную пенсию в размере 2000 фунтов стерлингов, а Анна получила приданое в размере 20 000 фунтов стерлингов. У супругов было 4 детей,из которых 2 дочери дожили до совершеннолетия:
- Барбара Леннард (12 июля 1676 — 1741), вышла замуж за эсквайра Чарльза Скелтона, брак был бездетным;
- Чарльз Леннард, лорд Дакр (25 мая 1682 — 13 мая 1684);
- Генри Леннард (род. и ум. 1683);
- Анна Леннард (17 августа 1684 — 26 июня 1755) — была четыре раза замужем и имела троих сыновей.

В возрасте 15 лет из-за совершённых при дворе выходок, она была отправлена в один из монастырей под Парижем, где познакомилась с Ральфом де Монтегю и стала его любовницей. Летом 1678 года он увёз её из монастыря (возможно, по её согласию). Когда Барбара узнала об этом, она пожаловалась королю, который написал Анне письмо. чтобы она повиновалась матери и Анна была отправлена в другой монастырь, где прожила до 1681 года, пока не вернулась к своему супругу.
После возвращения Анны из монастыря супруги прожили семь лет в браке, пока в 1688 году супруги не развелись по неизвестным причинам; о дальнейшей её жизни после развода ничего неизвестно.
Скончалась 16 мая 1721 года на 61-м году жизни, пережив бывшего мужа более чем на 5 лет.